# Positieve gezondheid
Positieve Gezondheid (geschreven met twee hoofdletters) is een benadering binnen de gezondheidszorg die niet de ziekte, maar een betekenisvol leven van mensen centraal stelt. De nadruk ligt op de veerkracht, eigen regie en het aanpassingsvermogen van de mens en niet op de beperkingen of ziekte zelf.

## Aanleiding
Het begrip Positieve Gezondheid is een alternatief voor de definitie van gezondheid van de Wereldgezondheidsorganisatie (WHO) uit 1948. Die definitie luidt: "Gezondheid is een toestand van volledig lichamelijk, geestelijk en sociaal welbevinden en niet alleen maar de afwezigheid van ziekte of aandoening". Behalve dat de gemiddelde  levensverwachting de laatste jaren flink gestegen is, neemt het aantal mensen met één of meer chronische aandoeningen toe. Daardoor geldt voor steeds meer mensen dat er geen sprake is van volledig fysiek, mentaal en sociaal welbevinden. Dat betekent echter niet dat alle aandacht uit moet gaan naar klachten en aandoeningen, mensen zijn niet hun ziekte, ze hebben een ziekte. Twee belangrijke Nederlandse organisaties op het gebied van gezondheid, Nederlandse organisatie voor gezondheidsonderzoek en zorginnovatie ZonMw en de Gezondheidsraad organiseerden, samen met de arts-onderzoeker Machteld Huber, in 2009 een conferentie over de vraag ‘Wat is gezondheid, een toestand of een vermogen? Centraal stond de vraag of de WHO-definitie nog wel voldeed en zo niet, wat dan een passend alternatief is. Huber stelt de volgende omschrijving voor "gezondheid is het vermogen om je aan te passen en eigen regie te voeren in het licht van sociale, fysieke en emotionele uitdagingen van het leven".:

## Definitie
Het concept gezondheid bij Positieve Gezondheid wijkt in twee opzichten af van de WHO-definitie. Allereerst wordt gezondheid niet gezien als een statisch gegeven (dus geen toestand van volledig welbevinden zoals de WHO stelde) maar als het vermogen om veerkrachtig te zijn en eigen regie te voeren. Positieve Gezondheid betekent dat iemand zingeving ervaart en vaardigheden ontwikkeld heeft om de uitdagingen van het leven aan te kunnen. Gezondheid als middel om een betekenisvol leven te kunnen leiden in plaats van als doel op zich. Een tweede verschil is dat er zes dimensies zijn waarmee men ‘gezondheid’ in kaart kan brengen, anders dus dan de drie (sociaal, fysiek, mentaal) van de WHO. De zes dimensies zijn:
- lichaamsfuncties (bijvoorbeeld: ik voel me gezond en fit),
- mentaal welbevinden (bijvoorbeeld: ik voel me vrolijk),
- zingeving (bijvoorbeeld: ik heb vertrouwen in mijn toekomst),
- kwaliteit van leven (bijvoorbeeld: ik geniet van mijn leven),
- meedoen (bijvoorbeeld: ik heb goed contact met andere mensen) en
- dagelijks functioneren (bijvoorbeeld: ik kan goed voor mezelf zorgen).

De zes dimensies zijn verwerkt in een spinnenwebdiagram. Het spinnenweb kan gebruikt worden als middel voor reflectie en als gespreksinstrument, bijvoorbeeld voor een gesprek tussen (huis)arts en patiënt. Niet het oordeel van de professional staat dan centraal, maar dat wat de persoon zelf belangrijk vindt en waar hij of zij aan wil werken. Dit wordt ook wel het 'andere'  gesprek genoemd.

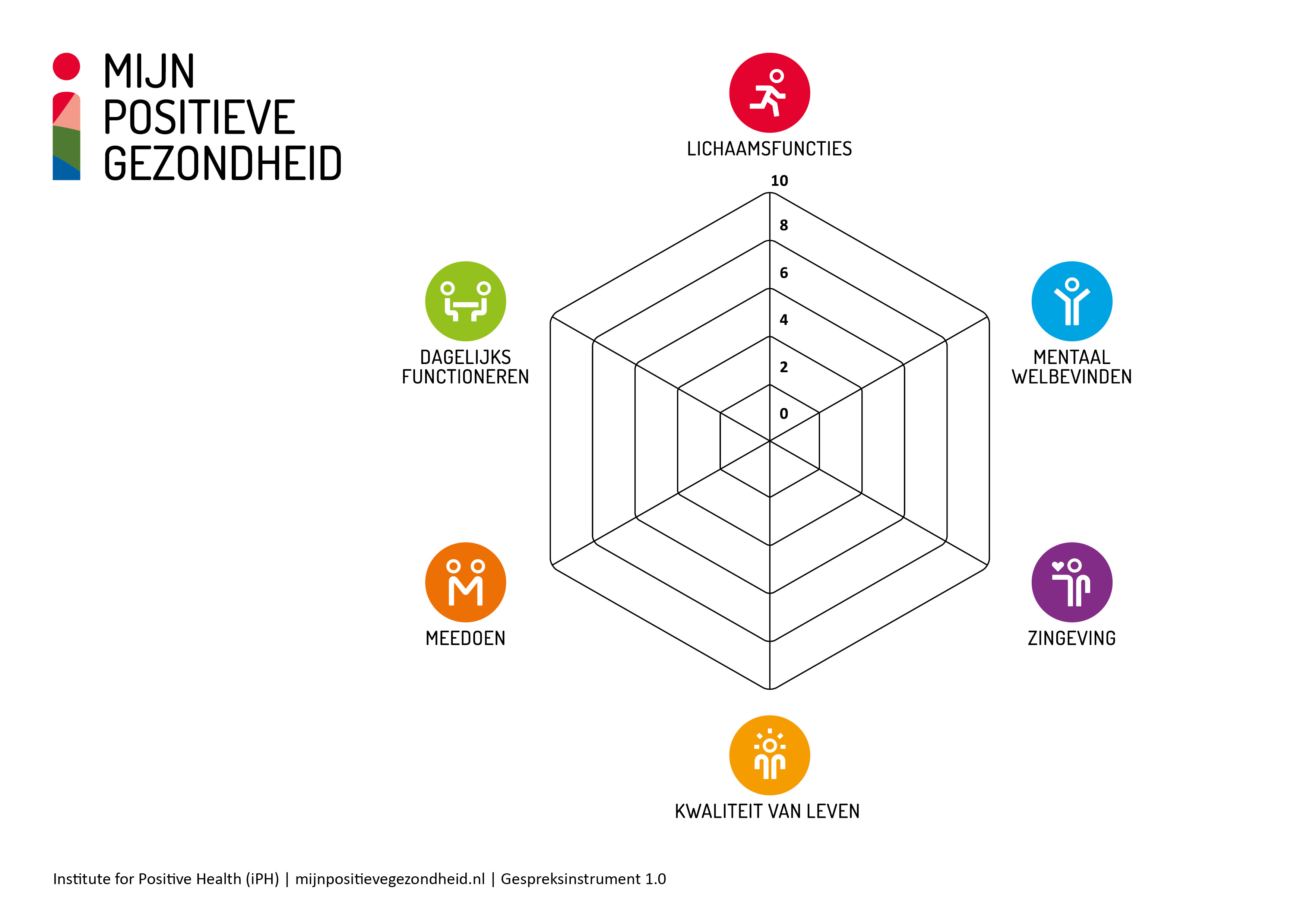
Gespreksinstrument 'het spinnenweb' voor Positieve Gezondheid

## Implementatie
Het werk van Machteld Huber over Positieve Gezondheid wordt op verschillende plaatsen binnen de gezondheidszorg positief ontvangen en geoperationaliseerd Steeds meer (zorg)professionals en gemeenten nemen positieve gezondheid op in hun beleid. Een voorbeeld is huisarts Hans-Peter Jung in Afferden, Limburg. Hij heeft laten zien dat door meer tijd per patiënt uit te trekken en het ‘andere’ gesprek te voeren 25% minder doorverwijzingen plaatsvinden. De huisartsenpraktijk zou 8 à 9% goedkoper zijn dan bij de oude manier.
Volgens het artsengenootschap KNMG en zeventig andere medische en maatschappelijke organisaties bepalen leefstijl en de sociale en fysieke omgeving voor een groot deel iemands gezondheid. Zij pleitten in 2023 in een open brief aan de Nederlandse regering voor een gelijke kans op een zo gezond mogelijk leven voor iedereen.

## Verwante begrippen
Positieve gezondheid zou aansluiten bij andere benaderingen in het gezondheidsonderzoek. Zo stelde Aaron Antonovsky voor het begrip salutogenese te gebruiken (als tegenhanger van pathogenese) om daarmee te laten zien dat werken aan gezondheid echt iets anders is dan de genezing of preventie van ziekte. Antonovsky noemt het ervaren van sense of coherence (samenhang) als een belangrijke voorspeller voor het kunnen omgaan met tegenslag en spanning in het dagelijks leven. Ook Victor Frankl benadrukte de rol van zingeving  in zijn boek Man's Search for Meaning: An Introduction to Logotherapy. Mildred Blaxter neemt een soortgelijk standpunt in, met haar definitie  van gezondheid: “Health can be defined negatively, as the absence of disease, functionally, as the ability to cope with everyday activities, or positively, as fitness or well-being”.
Positieve Gezondheid zou een brug slaan naar de positieve psychologie: een stroming binnen de psychologie waar onderzoek gedaan wordt naar wat maakt dat mensen welbevinden ervaren en floreren. Corey L.M. Keyes ontwikkelde het “Complete State Model of Mental Health”. Volgens Keyes bestaat mentale gezondheid uit een combinatie van emotioneel, psychologisch en sociaal welbevinden. Mensen die zich in het midden van het spectrum bevinden worden als gemiddeld gezond beschouwd, Keyes spreekt van floreren (flourishing) als er sprake is van een hoog niveau van welbevinden en goed functioneren op psychologisch en sociaal gebied en van lijden (languishing) als er sprake is van een laag niveau van welbevinden. Ook Jan Auke Walburg stelt in zijn boek 'Positieve gezondheid, naar een bloeiende samenleving' dat bij gezondheid het menselijk vermogen om tot bloei te kunnen komen het belangrijkst is, en dat het er niet alleen om gaat dat je je kunt aanpassen en zelfredzaam bent. Anderen noemen overeenkomsten met persoonsgerichte zorg en het ICF-model. Eens is men het over het feit dat Positieve gezondheid breder is dan het biopsychosociale model dat kan worden gezien als een van de voorlopers van de nieuwe opvattingen over gezondheid.

## Kritiek
Het feit dat het woord ‘gezondheid’ gebruikt wordt voor een toestand en ook voor het omgaan met die toestand wordt soms als verwarrend beschouwd. Mensen kunnen op een gezonde en ongezonde manier omgaan met hun eigen (on)gezondheid. Andere kanttekeningen betreffen de vraag of iedereen wel in staat is zelf de regie te voeren over de eigen gezondheid en de kwestie of deze visie op gezondheid niet (onbedoeld) medicaliserend kan werken. Als het hele leven tot de gezondheidszorg gaat behoren wordt het terrein dat de huisarts moet bestrijken misschien wel erg groot. Anderen wijzen op de uitdagingen rondom het meetbaar maken van het concept en de overlap met een ontwikkeling als patiëntenparticipatie (shared decision-making in medicine). Dat is "het benutten van de specifieke ervaringsdeskundigheid van patiënten en/of hun naasten".